# Goole
Goole è una cittadina (town) e parrocchia civile (civil parish) di 19 518 abitanti nella contea dell'East Riding of Yorkshire, in Inghilterra. È un porto interno a circa 72 km dal Mare del Nord, alla confluenza dei fiumi Don e Ouse, nonché quello situato più distante dal mare di tutto il Regno Unito.

## Origini del nome
In maniera inusuale per località inglese, il nome "Goole" trae le sue origini dall'inglese medio. Deriva dalla parola goule, che può essere tradotta come "ruscello" o "canale", ma anche come "foce" (outlet drain). Non presente nel Domesday Book, viene menzionato per la prima volta nel 1362 come "Gulle".

## Storia

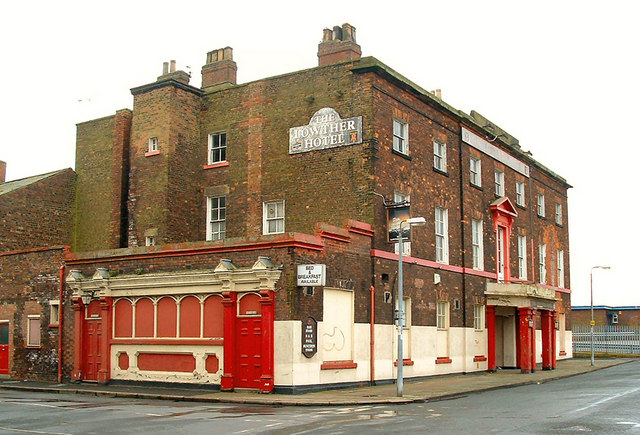
Il Lowther Hotel, probabilmente il primo edificio costruito nel 1824 nella nuova Goole

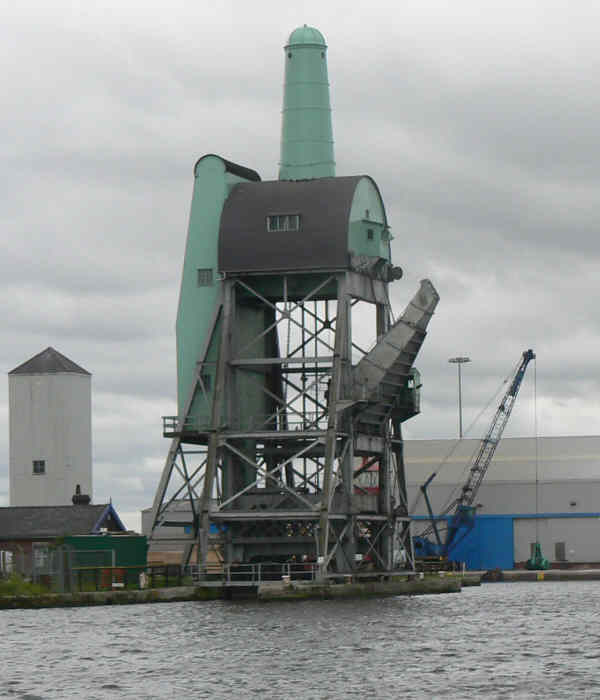
Sistema di sollevamento delle chiatte Tom Pudding

L'ingegnere civile olandese Cornelius Vermuyden deviò il corso del fiume Don in direzione nord verso il fiume Ouse nel periodo che va dal 1626 al 1629, allo scopo di drenare le paludi di Hatfield Chase su ordine del re Carlo I. Il nuovo tratto del fiume Don, noto come "fiume olandese" (Dutch river), venne reso navigabile per le chiatte, così che il carbone proveniente dalle miniere del South Yorkshire potesse essere trasportato fino alla nuova confluenza per poter essere imbarcato sui vascelli. Venne anche costruito un ponte in legno, ricostruito in acciaio nel 1890, ora noto come Dutch River Bridge, a est del quale si formò un nuovo villaggio chiamato Goole.
Nel 1823 la compagnia "Aire and Calder Navigation" propose lo sviluppo di un nuovo canale per il trasporto del carbone da Leeds a Goole. Una volta che il canale venne completato, la compagnia propose la costruzione di banchine galleggianti, che consentissero l'approdo a vascelli più grandi. L'ingegnere Thomas Hamond Bartholomew venne incaricato di supervisionare la costruzione delle nuove banchine, ma anche nuove case per i lavoratori e i marinai di passaggio. Bartholomew commissionò alla compagnia di Sir Edward Banks la costruzione delle otto banchine da trasbordo e della nuova cittadina a ovest del ponte di legno. Probabilmente, il "Banks Arms Hotel", noto dal 1835 come "Lowther Hotel", fu nel 1824 il primo edificio costruito nella nuova Goole. Quando Goole venne costituita come porto il 20 luglio 1826, la popolazione era di circa 426 abitanti. Negli anni successivi il porto di Goole e la cittadina stessa iniziarono a prosperare, grazie all'arrivo di numerose compagnie navali che giunsero in città con le loro flotte e i loro uffici. Alcuni anni dopo arrivò anche la ferrovia, gestita dalla "Lancashire and Yorkshire Railway", per la quale Goole rappresentava l'accesso al mare del Nord. Allo sviluppo del porto contribuirono anche importanti innovazioni tecnologiche, tra le quali un sistema di sollevamento delle Tom Pudding: il carbone arrivava dalle miniere dello Yorkshire in piccole chiatte, chiamate appunto Tom Pudding perché ricordavano i pudding, trainate da rimorchiatori, e venivano sollevate fino a una certa altezza per essere svuotate direttamente nelle stive dei vascelli che avrebbero poi intrapreso la navigazione via mare. Anche grazie a questa innovazione che velocizzava il trasbordo del carbone, il porto di Goole assunse maggiore importanza, andando anche a competere col porto della vicina Hull. Nonostante la prosperità alla quale andò incontro con lo sviluppo e l'importanza che assunse il porto, Goole rimase sempre un po' isolata, tanto da venire rinominata the Port in Green Fields (il porto nelle verdi pianure).
Nel 1915, nel corso della prima guerra mondiale, Goole venne bombardata dagli Zeppelin tedeschi, che causarono 26 vittime e conseguenti danni alle banchine e al Lowther Hotel. Nel 1926, in occasione del centenario della cittadina, venne costruita la torre dell'orologio. Per più di 150 anni il porto di Goole è stato un centro per l'imbarco del carbone del South Yorkshire, fino al suo declino negli anni ottanta del XX secolo. In seguito, le attività del porto si concentrarono sui container, sull'esportazione di acciaio e sull'importazione di legname, così come sulla presenza di regolari linee di navi cargo.

## Economia

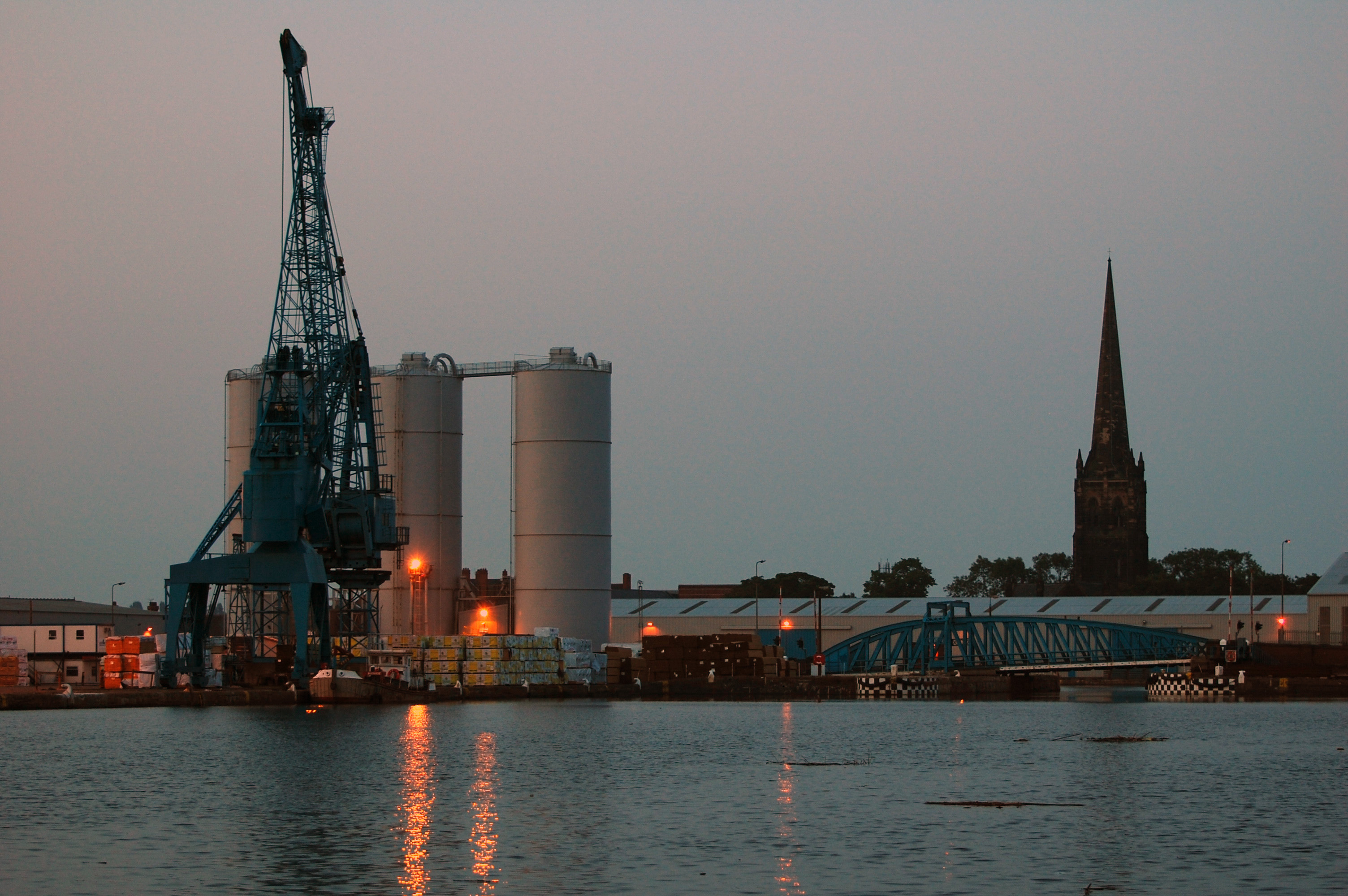
Le banchine del porto

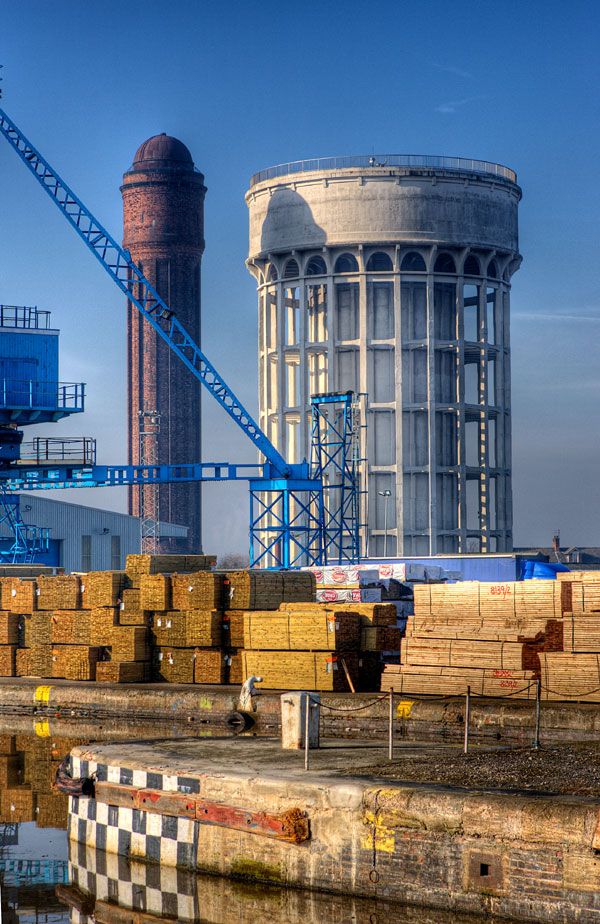
Le torri dell'acqua salt and pepper pots

Con una movimentazione di circa 2 milioni di tonnellate di merce che transita all'anno, Goole continua a basare la sua economia sul suo porto. Principalmente, il traffico portuale si incentra su container, navi da carico secco (cereale, mangimi per animali, materiali da costruzione, combustibili solidi) e liquido (oli vegetali e non), legname, acciaio e su navi cargo in generale. Altri settori dell'economia locale sono la produzione di vetro e il distretto agricolo che si estende nelle campagne circostanti Goole. In passato era fiorente anche l'industria tessile, che è andata in declino nei primi anni 2000.
Parte del tessuto economico e industriale della cittadina sono anche le torri dell'acqua nella zona portuale, ribattezzate salt and pepper pots per la loro forma, e che fanno da sfondo caratteristico al paesaggio di Goole.

## Infrastrutture e trasporti
Nel 1848 la Lancashire and Yorkshire Railway costruì una linea ferroviaria che arrivava da Pontefract e da Wakefield, mentre nel 1870 la "North Eastern Railway" connetté il porto con Doncaster e con Hull. Oggi la stazione ferroviaria di Goole è all'incrocio della linea per Pontefract e la linea tra Hull e Doncaster. Le principali linee ferroviarie connettono Goole con Hull, Doncaster, Sheffield e Leeds.
Goole è servita dalla motorway M62, per la quale rappresenta l'uscita numero 36, sin dal 1976, anno nel quale venne completato anche il ponte sul fiume Ouse nella parte occidentale della cittadina. Goole è anche punto di arrivo della motorway M18, che la connette con Rotherham, e che si incrocia con la M62.

## Amministrazione
Prima della riforma delle amministrazioni locali nel 1974, determinata dal Local Government Act 1972, Goole faceva parte della contea del West Riding of Yorkshire. Venne successivamente inserita nel distretto Boothferry della contea dell'Humberside, finché questa venne soppressa nel 1996. Da allora Goole è parte della contea dell'East Riding of Yorkshire. Goole è rappresentata da quattro consiglieri presso il consiglio dell'East Riding of Yorkshire.
Goole è parte anche del collegio elettorale di Brigg and Goole, che elegge un membro del parlamento alla Camera dei Comuni.

### Gemellaggi
- Złotów[8]